# Lucie Čižmářová
Lucie Čižmářová (* ?) je česká environmentální fotografka, terénní zooložka Zoo Olomouc a ochránkyně přírody, spoluzakladatelka, fotografka a koordinátorka veterinární péče a welfare ochranářského projektu The Kukang Rescue Program a fotografka kampaně Ukradená divočina.

## Život

### Studium
Studovala střední veterinární školu. Následně vystudovala Českou zemědělskou univerzitu v Praze, konkrétně Fakultu agrobiologie, potravinových a přírodních zdrojů. Na bakalářské stupni absolvovala obor Speciální chovy a titul Ing. získala v roce 2014 v magisterském stupni studia obor Reprodukční biotechnologie.

### Ochranářské aktivity
Již během studií se v roce 2012 dostala do Indonésie. S dalšími studenty pomáhala jako dobrovolnice na projektu na záchranu endemického druhu zpěvného ptáka sojkovce dvoubarvého. Na této akci se v roce 2012 v Indonésii potkala s Františkem Příbrským a společně se rozhodli založit Záchranný program Kukang a vybudovat v Indonésii ochranářské a rehabilitační centrum pro outloně. Čižmářová koordinuje veterinární péči a welfare zvířat, rehabilitace outloňů a rovněž s tím spojený terénní monitoring.
Čižmářová je jednou z hlavních účinkujících v časosběrném dokumentárním filmu The Kukang Movie: Příběh o outloních a lidech.

## Ocenění
V roce 2018 získala ocenění „Honorable Mention 2018“ v mezinárodní soutěži International Photography Awards (IPA), a to za první sérii fotografií kampaně Ukradená divočina.
V roce 2019 obdržela bronzovou medaili v mezinárodní soutěži pro talentované fotografy The Tokyo International Foto Awards (TIFA) v kategorii „Věda – Životní prostředí“ za fotografii „Dost bylo plastu!“ Do soutěže bylo přihlášeno více než 5 000 fotografií z 88 zemí světa.
V roce 2020 vyhrála soutěž Czech Nature Photo 2020 v kategorii Ohrožené druhy a jejich ochrana. Tuto kategorii vypsala Zoo Praha. Čižmářová vyhrála se sérií snímků dokumentujících práci Záchranného programu Kukang v ochraně outloňů váhavých na Sumatře.
V závěru roku 2020 upozornila Čižmářová na problematiku rostoucího ohrožení makaků nejen v Indonésii prostřednictvím své fotografie „Nuceni žít společně“, která se dostala mezi 15 nejlepších fotografií v kategorii „Man and Nature“ v soutěži Nature Photographer of the Year 2020, které se zúčastnilo tehdy rekordních 19 547 fotografií z 95 zemí.

## Články

### ČasopisOchrana přírody
- Česko-indonéská spolupráce při ochraně přírody na Sumatře (2023)
- Záchrana outloňů váhavých na Sumatře (2016)[9]